# Raul Yusupov
Raul Yusupov (georgisch რაულ უსუფოვი/Raul Usupowi; aserbaidschanisch Raul Yusupov; * 1980; † 3. Februar 2005 in Tiflis) war ein georgischer Ministerialangestellter aserbaidschanischer Abstammung. Er war in den Tod des georgischen Premierministers Surab Schwania verwickelt und starb am gleichen Ort und zur gleichen Zeit.

## Leben
Yusupov wuchs im Dorf Karajala in der Region Kwemo Kartli auf und gehörte der aserbaidschanischen Volksgruppe in Georgien an. In den georgischen Medien wurde er zunächst als stellvertretender Gouverneur in der Region Kwemo Kartli bezeichnet. Nachdem der dortige Gouverneur erklärt hatte, dass er weder von einem existierenden noch einem designierten Vize etwas wisse, hieß es, er sei ein niederer Mitarbeiter in der georgischen Staatskanzlei gewesen, der Verwaltungsbehörde des Ministerpräsidenten.
Yusupov war ein aktives Mitglied der Schwania-Partei Vereinigte Demokraten, die später in der Partei Nationale Bewegung - Demokraten aufging. Im Herbst 2003 organisierte er im Auftrag des späteren Premiers den Wahlkampf der Vereinigten Demokraten in der Region Kwemo Kartli.
Nach Angaben des georgischen Innenministers Wano Merabischwili waren Schwania und Yusupov befreundet. In der Todesnacht hatten sich beide in einer Tifliser Wohnung in der Saburtalo-Straße 53A getroffen. Am frühen Morgen des 3. Februar fanden die Leibwächter des Premierministers Yusupov tot in der Küche des Apartments, während Schwania im Wohnzimmer tot auf einem Sessel saß. Beide erlagen einer Gasvergiftung durch Kohlenmonoxid. Nach Angaben der georgischen Strafverfolgungsbehörden war Yusupov Mieter der Drei-Zimmer-Wohnung. Sein Lebensmittelpunkt in Tiflis war eine andere Wohnung im Vorort Warketeli.
Yusupov war verheiratet und hatte eine Tochter.